# Municipio de Tywappity (condado de Scott)
El municipio de Tywappity (en inglés: Tywappity Township) es un municipio ubicado en el condado de Scott en el estado estadounidense de Misuri. En el año 2010 tenía una población de 393 habitantes y una densidad poblacional de 3,73 personas por km².

## Geografía
El municipio de Tywappity se encuentra ubicado en las coordenadas 37°0′16″N 89°24′12″O / 37.00444, -89.40333. Según la Oficina del Censo de los Estados Unidos, el municipio tiene una superficie total de 105.38 km², de la cual 101,45 km² corresponden a tierra firme y (3,74 %) 3,94 km² es agua.

## Demografía
Según el censo de 2010, había 393 personas residiendo en el municipio de Tywappity. La densidad de población era de 3,73 hab./km². De los 393 habitantes, el municipio de Tywappity estaba compuesto por el 98,98 % blancos, el 0,51 % eran afroamericanos y el 0,51 % eran de una mezcla de razas. Del total de la población el 1,02 % eran hispanos o latinos de cualquier raza.